# Храм с аркосолиями
Храм с аркосолиями — один из древних христианских храмов Херсонеса Таврического. Название храма условное, происходит от разгрузочных арок — аркосолий — остатки которых сохранились до сегодня.

## Краткое описание
Храм был открыт во время раскопок 1964 года, которые проводились учеными музея-заповедника «Херсонес Таврический», а также специалистами из Уральского и Харьковского университетов.
Размеры храма: длина — 10,6 м, ширина — 3,8 г. Храм имеет придел, его апсида сделана полукругом. Храм ориентирован на северо-запад. Стены из бутового камня. На стенах сохранилась двухслойная штукатурка со следами росписи розового, чёрного, жёлтого, коричневого и красного цветов. На юго-западной стене наоса и придела расположены ниши с полуоткрытым верхом. Пол наоса с мраморными известняковыми плитами, пол притвора — грунтовая. В храме было найдено девять могил. Перекрытия могил под аркосолиями состояло из трех плит, две боковые из которых были одновременно опорами для арочного перекрытия. На бордюре одной из аркосолий сохранилась роспись: две параллельные полосы с красными треугольниками и точкой посередине. Стены всех могил выложены бутовым камнем.
Два входа в храм находились на площади, с северной стороны здания: один к главному помещению (наос), а другой — к притвору.
К храму с аркосолиями выходила одна из поперечных улиц, связывающая этот район с центром города. Храм был разрушен в XIII—XIV веках.

## Источник
- Колесникова Л. Г. Храм в портовом районе Херсонеса (раскопки 1963—1965 гг.) // Византийский временник : Сборник. — М.: Наука, 1978. — Вып. 39. — С. 160—172.